# Plan of a Novel
Plan d'un roman, selon de petits conseils reçus de diverses sources
Vous lisez un « bon article » labellisé en 2010.

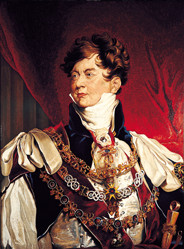
Portait du Prince Régent, à qui est dédié Emma. Par Sir Thomas Lawrence, en 1816.

Plan of a Novel according to Hints from Various Quarters (littéralement « Plan d'un roman, selon de petits conseils reçus de diverses sources ») est une petite œuvre parodique de Jane Austen, probablement écrite autour du mois de mai 1816, et publiée pour la première fois en 1871. Le but en est d'établir les caractéristiques d'un « roman idéal », sur la base des recommandations que le révérend James Stanier Clarke, le bibliothécaire du Prince-Régent, a faites à la romancière à l'occasion de sa venue à Londres en octobre 1815 chez son frère Henry pour négocier la publication d’Emma, dédié ensuite au Prince Régent.
Outre les recommandations du bibliothécaire, ce plan idéal tient compte des suggestions de proches de Jane Austen, dont les noms étaient indiqués en marge du manuscrit. En effet, ce « plan idéal » était devenu une sorte de plaisanterie familiale chez les Austen. Enfin, certaines idées du plan parodient en réalité des romans écrits alors par des auteurs tels que Sophie Cottin, Fanny Burney, Regina Maria Roche, ou encore Mary Brunton.
L'analyse de cette parodie satirique et du traitement qu'en fait ensuite le neveu de Jane Austen, James Edward Austen-Leigh, dans sa biographie de référence A Memoir of Jane Austen (1870), aide à mieux cerner la personnalité réelle de Jane Austen (pour laquelle les sources sont particulièrement rares), bien loin de l'image de la vieille fille humble et « angélique » qu'en donna sa famille à l'époque victorienne.

## Contexte

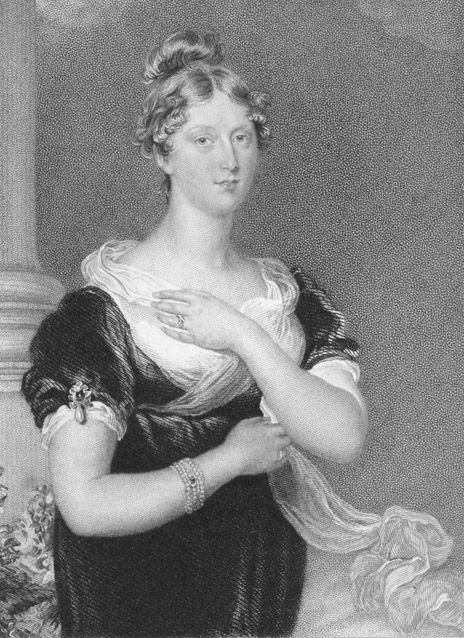
La princesse Charlotte Augusta de Galles, devenue princesse de Saxe-Cobourg-Saalfeld.

Pendant le séjour que Jane Austen fait en octobre 1815 chez son frère Henry pour négocier la publication d’Emma, ce dernier, tombé gravement malade, est soigné par l'un des médecins du Prince-Régent. Ce grand admirateur de Jane Austen, apprenant la présence de la romancière à Londres, fait en sorte qu'elle rencontre son bibliothécaire, James Stanier Clarke. Le révérend Clarke fait part à la romancière du grand intérêt qu'éprouve pour ses œuvres le Prince-Régent (le futur roi George IV), qui en garde un exemplaire dans chacune de ses résidences. Aussi suggère-t-il vivement à Jane Austen de lui dédier son prochain roman, Emma, lors de la visite qu'il lui fait faire de la bibliothèque de Carlton House, le 13 novembre 1815. Ce qu'elle fait, bien qu'à contre-cœur, car elle n'aime guère ce Prince et réprouve son attitude envers son épouse Caroline de Brunswick.
Plus tard, le révérend Clarke écrit à la romancière pour lui donner toute une série de conseils afin d'améliorer encore la qualité de ses œuvres. Ainsi, il lui recommande de prendre pour personnage central un clergyman anglais, et suggère pour cela de s'inspirer de sa propre vie... Plus tard encore, il lui suggère d'écrire un roman historique sur la maison de Saxe-Cobourg, car la princesse Charlotte venait de se fiancer à un membre de cette haute famille, qu'elle épouse le 2 mai 1816.
Jane Austen s'amuse tant de ces recommandations qu'elle en tire un petit ouvrage, Plan of a Novel according to Hints from Various Quarters, ajoutant aux recommandations du bibliothécaire quelques idées proposées par des proches, en particulier sa nièce Fanny Knight, l'idée du bibliothécaire devenant dès lors un sujet de plaisanterie familiale.

## Résumé de l'œuvre
Selon les suggestions « de diverses origines » recueillies par Jane Austen, un roman idéal doit comporter les caractéristiques suivantes :

### Choix du titre
Le roman ne doit pas avoir pour titre Emma, mais plutôt quelque chose du même genre que Sense and Sensibility, ou encore Pride and Prejudice.

### Les personnages
- Le père :

Le père de l'héroïne doit être un clergyman ayant connu « le Monde » et s'étant retiré à la campagne ; il doit être irréprochable à tous points de vue, en particulier dans l'exécution de ses devoirs pastoraux ; il est également passionné de littérature (comme l'était lui-même le révérend Clarke) ; c'est le plus excellent homme qui se puisse imaginer, « ennemi de personne si ce n'est de lui-même ». Mais il devra n'avoir que très peu de bien (« with a very small fortune »).
- Aumônier dans la Royal Navy :

À la demande expresse de l'héroïne, le père doit se lancer dans le récit de sa vie, une vie si bien remplie qu'elle doit occuper l'essentiel du premier volume du roman. On passe ainsi en revue sa carrière comme aumônier de la Royal Navy (comme l'avait été le révérend James Stanier Clarke lui-même, nommé sur le HMS Jupiter en 1794,), au contact de quelque grand nom de la Marine, ce qui lui permettra de rencontrer de nombreux personnages secondaires. Ses relations avec de hauts personnages lui valent ensuite d'aller à la Cour, où il vit de nouvelles aventures pleines d'intérêt. Malheureusement, il doit enterrer lui-même sa mère, dont le prêtre de sa paroisse refuse d'inhumer les restes avec le respect qui convient.
- L'héroïne :

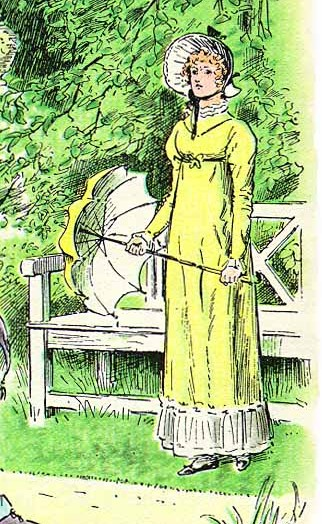
La très spirituelle Elizabeth Bennet, une erreur de casting ?

La jeune fille elle-même doit être parfaitement accomplie, en particulier pour ce qui est de la musique ; elle doit savoir chanter, jouer divinement du piano-forte et de la harpe, tout en parlant aussi les langues étrangères. Cette héroïne doit être fort jolie, avec des yeux sombres et des joues rebondies. Détail important, elle doit être totalement dépourvue d'esprit (not the least Wit),.
- L'anti-héroïne :

Une jeune fille des environs, talentueuse et sagace, au teint et aux yeux clairs, recherche l'amitié de l'héroïne ; malheureusement, cette jeune personne a énormément d'esprit, et l'héroïne répugne à faire plus ample connaissance avec elle (« [...] but, having a considerable degree of Wit, Heroine shall shrink from the acquaintance »).
- Le héros :

Il n'est bien sûr que perfection (all perfection of course) - à l'exception peut-être d'une trop grande réserve. L'héroïne le rencontre rapidement, dès le début de sa longue errance.
- L'anti-héros :

Après le récit de la vie du père, le roman pourra se poursuivre. Mais la belle héroïne est harcelée par un jeune homme sans principes et sans cœur, « l'anti-héros », (malgré tout) follement épris d'elle.

### L'errance

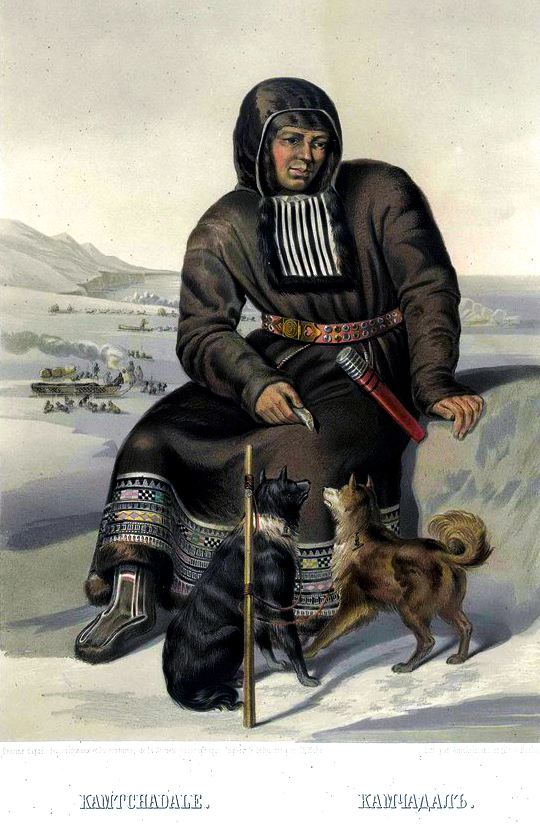
Naturel du Kamtchatka.

Les tristes machinations de l'anti-héros contraignent le père à abandonner la paroisse dont il est le vicaire, et, désormais, ni lui ni sa fille ne pourront rester ensemble plus de quinze jours au même endroit, sans cesse poursuivis qu'ils sont par cet homme enflammé d'une inflexible passion.
Les voilà donc obligés de parcourir l'Europe entière, passant d'un pays à l'autre, faisant sans cesse de nouvelles connaissances, et sans cesse obligés de bientôt les quitter. Toutes les âmes de bien rencontrées au gré de ces voyages s'avèrent immanquablement sans aucun défaut (unexceptionable), alors que les méchants, eux, sont dépravés, presque dépourvus de toute trace d'humanité.
Tout au long de ces tribulations, l'héroïne sera fréquemment enlevée par l'anti-héros, et libérée, soit par son père, soit par le héros, que seule une trop grande réserve empêche de se déclarer. Mais en compensation, où qu'elle aille, la jeune fille ne cesse de recevoir des demandes en mariage, qui rendent son père furieux qu'on puisse convoiter la main de sa fille sans d'abord passer par lui.

### Le Kamtchatka

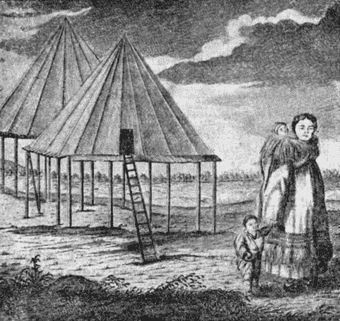
La rude vie au Kamtchatka, où doit en principe mourir le père de l'héroïne austenienne idéale.
L'image date de 1755, à peu près à l'époque où la Nouvelle Carte des Découvertes faites par des Vaisseaux Russiens commençait peu à peu à faire connaître le Kamtchatka à toute l'Europe.

Enfin, sans cesse pourchassée, obligée de travailler pour gagner le pain de chaque jour, escroquée, affamée, « réduite à l'état de squelette » (« worn down to a Skeleton ») et n'ayant plus nulle part où aller, car elle est véritablement proscrite de toute société civilisée, la malheureuse jeune fille finit par se réfugier avec son père au Kamtchatka.
Là, le pauvre homme, usé, à terre et sentant sa fin prochaine, prodigue à sa fille de tendres conseils pendant quatre ou cinq heures, avant de rendre l'âme, « dans une belle envolée d'enthousiasme littéraire, entremêlée d'invectives contre les bénéficiaires de la dîme » (« in a fine burst of Literary Enthusiasm, intermingled with Invectives against holders of Tithes »).

### Happy end
Quelque temps inconsolable, l'héroïne parvient enfin à regagner son pays en rampant, manquant vingt fois de tomber aux mains de l'anti-héros. Enfin, alors qu'elle tourne le coin d'une rue pour l'éviter, elle tombe dans les bras du héros, justement lancé à sa recherche. Les explications les plus tendres s'ensuivent, et ils sont enfin réunis.

## Correspondance entre Jane Austen et James Stanier Clarke
Les quelques extraits des lettres qui suivent donnent le ton des échanges entre le révérend Clarke (avec ses préoccupations centrées sur l'espérance de voir naître un jour un beau roman sur un clergyman anglais amoureux de la littérature, presque une biographie de lui-même), et Jane Austen, désireuse avant tout de conserver son entière liberté de romancière, tant dans le choix des sujets que dans leur traitement.
Les extraits de la lettre de James Stanier Clarke du 21 décembre 1815 sont analysés plus loin, en les comparant au Plan d'un roman retenu par Jane Austen, ainsi qu'au résumé qu'en a fait James Edward Austen-Leigh dans A Memoir of Jane Austen.

### Extraits

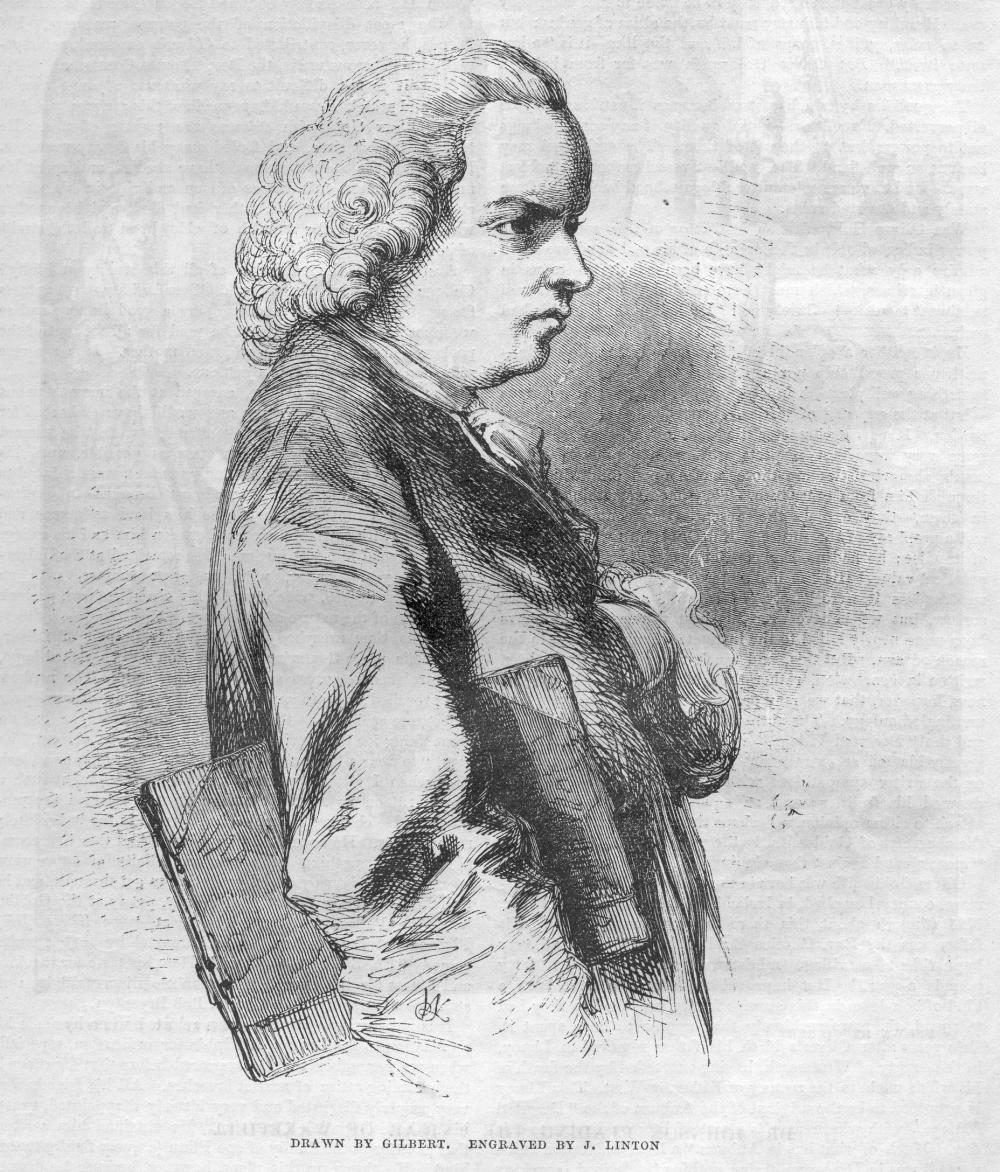
Oliver Goldsmith, un exemple à suivre, selon James Stanier Clarke.

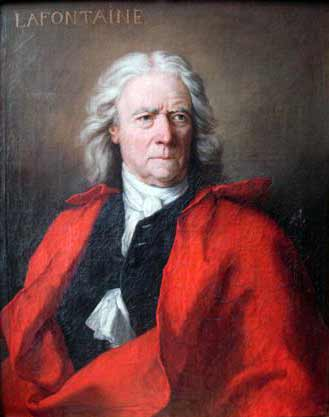
August Lafontaine, un autre exemple à suivre (vers 1798).

- Lettre de James Stanier Clarke du 16 novembre 1815[21] :

Le 16 novembre 1815, James Stanier Clarke écrit à Jane Austen de Carlton House pour « lui donner la permission, sans autre sollicitation de sa part, de dédier son prochain roman à Son Altesse Royale », le Prince-Régent. Pour autant, il ne manque pas de profiter de l'occasion pour suggérer à Jane Austen « de tracer de sa plume, dans quelque ouvrage futur, les habitudes de vie, le caractère et l'enthousiasme d'un clergyman, qui devrait passer son temps entre la métropole et la campagne, et qui devrait ressembler au Ménestrel de Beattie »,.
Il poursuit en lui précisant que « [ni] Goldsmith, ni La Fontaine dans son Tableau de Famille, n'ont à [s]es yeux tout à fait su tracer [le portrait d']un clergyman anglais, en tous cas de notre époque, aimant la littérature et lui consacrant totalement sa vie, ennemi de personne si ce n'est de lui-même ». « Veuillez, chère Madame, vous préoccuper de tout cela », ajoute-t-il.

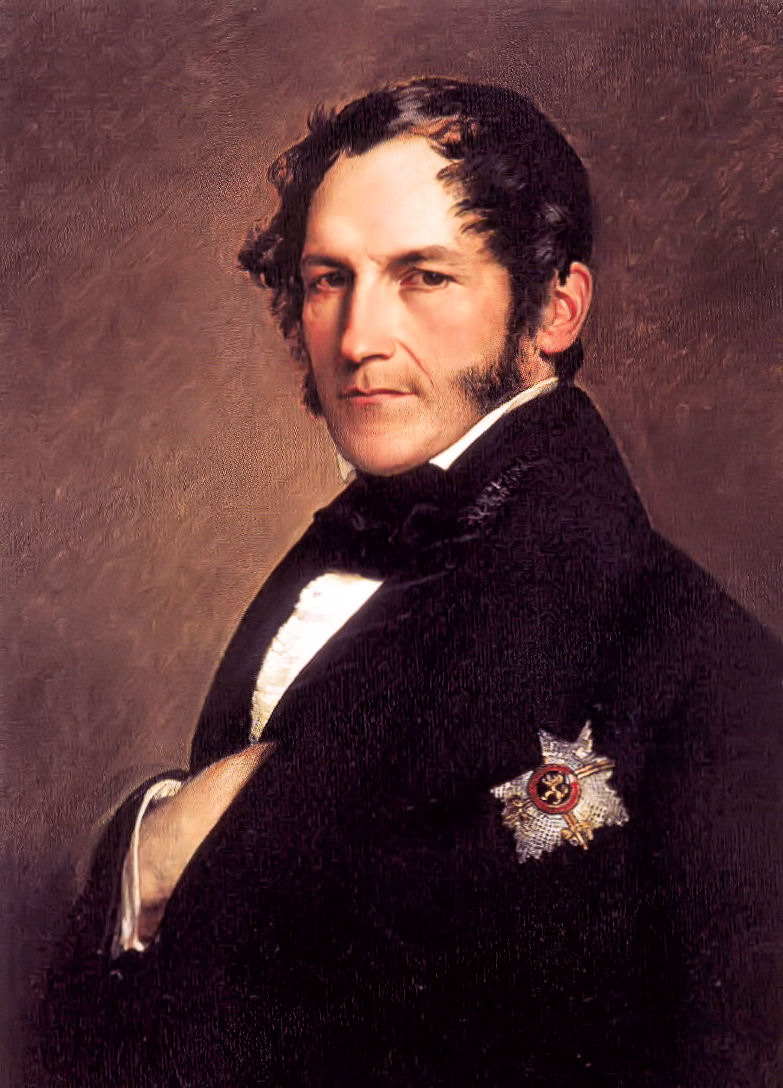
Léopold, prince de Saxe-Cobourg-Gotha, dont le révérend Clarke est désormais le chapelain.

- Réponse de Jane Austen du 11 décembre 1815[23] :

Dans une lettre où il n'est pas interdit de deviner quelques pointes de son ironie, Jane Austen lui répond en l'assurant tout d'abord avoir bien demandé à Mr Murray (l'éditeur) d'envoyer un exemplaire de son nouveau roman à Carlton House trois jours avant la publication effective de l'œuvre. En le remerciant des compliments reçus pour ses autres romans, elle affirme cependant : « Je suis trop vaniteuse pour désirer vous convaincre que vos louanges excèdent leur mérite ».

Puis elle ajoute : 

« Je suis très honorée que vous me croyiez capable de tracer le portrait d'un clergyman tel que celui que vous m'avez esquissé dans votre lettre du 16 novembre. Mais je vous assure que je ne le suis pas. Je pourrais peut-être me montrer à la hauteur du côté comique du personnage, mais pas de ce qu'il a de bon, d'enthousiaste, de littéraire. 
[...] Une éducation classique ou, à tout le moins, une connaissance très étendue de la littérature anglaise, ancienne et moderne, m'apparaît comme tout à fait indispensable à la personne qui voudrait rendre justice à votre clergyman ; et je crois pouvoir me vanter, en toute vanité, d'être la femme la plus inculte et la plus mal informée qui ait jamais osé prétendre écrire. »

- Lettre de James Stanier Clarke du 21 décembre 1815 :

« Donnez-nous un clergyman anglais à votre idée - beaucoup de nouveautés peuvent être introduites - montrez-nous, chère Madame, le bien qui serait fait si la dîme était totalement abolie, et décrivez-le enterrant sa propre mère, comme je l'ai fait, parce que l'Archiprêtre de la Paroisse où elle est morte n'a pas accordé à sa dépouille le respect qu'elle méritait. Je n'en ai jamais surmonté le choc. Faites aller votre clergyman sur la mer, en tant qu'ami de quelque personnalité maritime distinguée dans une Cour - vous pouvez les mettre en scène [...] [dans] beaucoup d'intéressantes scènes pleines de caractère et d'intérêt [...]. »

- Lettre de James Stanier Clarke du 27 mars 1816[26] :

« Le Prince Régent a bien voulu me confier le poste de Chapelain et de Secrétaire anglais particulier du prince de Cobourg. Peut-être, lorsque vous serez de nouveau publiée, pourriez-vous choisir de dédier votre ouvrage au prince Léopold : un roman historique (historical romance), illustrant l'histoire de l'auguste Maison de Cobourg, serait tout simplement très intéressant. »

- Réponse de Jane Austen du 1er avril 1816[27] :

Après les remerciements d'usage pour l'accueil réservé à Emma par le Prince-Régent et son bibliothécaire, Jane Austen félicite comme il convient ce dernier pour son nouveau poste auprès du prince Léopold.

Puis, poursuit-elle : 

« Vous êtes fort aimable de me suggérer le genre d'ouvrage vers lequel je pourrais me tourner avec profit maintenant, et je suis pleinement consciente qu'un roman historique fondé sur la Maison de Saxe-Cobourg pourrait signifier beaucoup plus en termes de succès tant financier que populaire que les images de la vie domestique dans un village à la campagne, qui est le sujet que je traite habituellement. Mais je ne pourrais pas plus écrire un roman de ce genre qu'un poème épique. Je ne pourrais m'asseoir sérieusement pour écrire un roman [historique] sérieux pour aucun autre motif que celui de sauver ma vie ; et s'il était indispensable pour moi de devoir quand même le faire, sans jamais me détendre pour rire de moi-même ou des autres, je suis sûre qu'il faudrait me pendre avant que j'aie terminé le premier chapitre. Non, je dois m'en tenir à mon propre style et continuer à ma façon ; et bien que je puisse ne plus jamais y connaître le succès, je suis convaincue que j'échouerais totalement sur tout autre. »

### Analyse de la correspondance

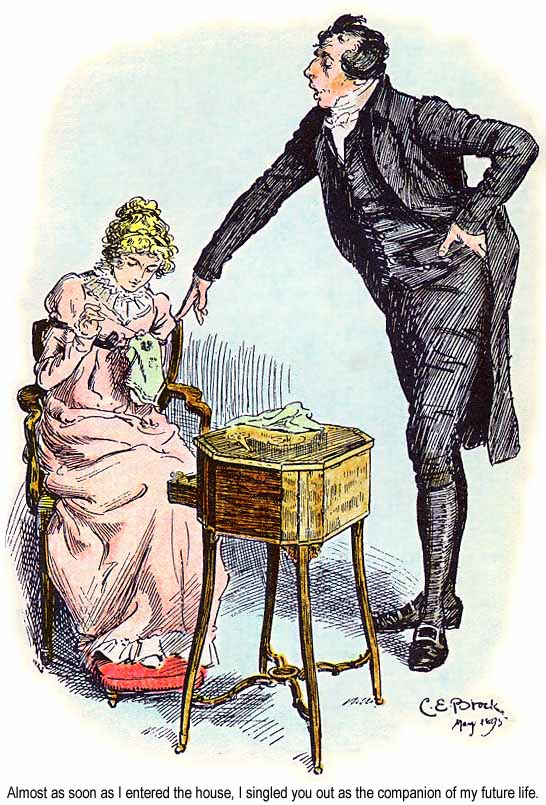
Mr Collins harcelant Elizabeth Bennet, tout comme le révérend Clarke harcèle Jane Austen.

L'ironie courtoise de Jane Austen a été relevée par de nombreux commentateurs. Emily Auerbach souligne en particulier la manière dont, dans sa lettre du 1er avril 1816 au bibliothécaire du Prince-Régent, elle répond par la négative à sa proposition, sans aucune ambiguïté, de façon déterminée, revendiquant son style, sa voie (« I must keep to my own style, I must go on in my own way »), affichant au passage un certain mépris pour la popularité et le profit accrus qu'elle pourrait obtenir en suivant les conseils qui lui sont prodigués.
Elle sait cependant présenter ce refus formel d'un écrivain sûr de son talent et de sa personnalité littéraire, en l'habillant de l'humilité apparente qui commence et termine la lettre : « Vous êtes fort aimable [...] Mais je ne pourrais pas [...] j'échouerais totalement », écrit-elle. Emily Auerbach pense même que Jane Austen se sent alors un peu dans la situation d'une Elizabeth Bennet repoussant un Mr Collins de plus en plus conquis par son charme, au fur et à mesure que ses refus (« divine pudeur », dit-il) se font plus fermes et plus incisifs.
Elle s'était pourtant vantée, dès sa réponse du 11 décembre 1815, « d'être la personne la plus inculte et la plus mal informée qui ait jamais osé prétendre écrire » ; c'était bien évidemment une revendication totalement injustifiée venant de la part d'une femme qui avait fait son profit des cinq cents livres de la bibliothèque de son père, et qui rappelle par sa modestie appuyée la déclaration liminaire de son « ouvrage historique » du temps des Juvenilia, The History of England, qu'elle affirmait écrit « Par un Historien partial, empli de préjugés, et ignorant ».
Enfin, ces lettres de Jane Austen sont parmi les rares où elle définit - un peu - le style qui est le sien, en faisant une sorte de profession de foi qui l'a souvent fait présenter, y compris par son propre neveu James Edward Austen-Leigh, comme une sorte de modeste miniaturiste de la vie campagnarde.

## Origine des différents apports
Si Plan of a Novel a pour point de départ la correspondance avec James Stanier Clarke - qui, en cette occasion, sort d'ailleurs complètement de ses attributions de bibliothécaire - Jane Austen a mis à contribution plusieurs personnes qui lui ont suggéré des idées. Mais surtout, elle a puisé dans plusieurs romans de son époque pour certains points-clés : ainsi le Kamtchatka est une parodie d'un roman de Sophie Cottin, et l'errance de l'héroïne semble provenir de The Wanderer de Fanny Burney.

### Contributeurs
Outre James Stanier Clarke et Jane Austen, le texte tient compte des contributions de plusieurs personnes proches d'elle, dont les deux principales sont Fanny Knight et Mary Cooke :

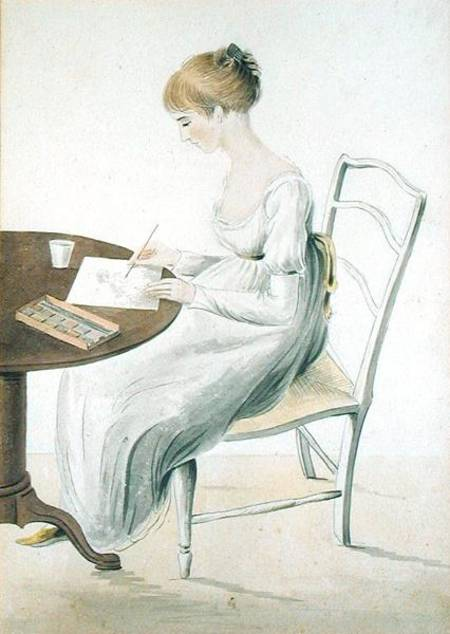
Portrait de Fanny Knight, par Cassandra Austen.

- Fanny Knight : la nièce de Jane Austen a apporté en particulier le caractère irréprochable de l'héroïne, le fait qu'elle soit hautement accomplie, et que le héros soit lui-même parfait[32] ;
- Mary Cooke : elle est la fille de Cassandra, une cousine de la mère de Jane Austen. C'est à elle qu'on doit l'absence d'esprit de l'héroïne, ses yeux sombres et ses joues rebondies (peut-être une allusion amusée au visage de Jane Austen elle-même) ; c'est à elle aussi que revient la sagacité et les talents dont fait montre « l'anti-héroïne », ou le fait que les « gentils » soient toujours sans aucun défaut[32] ;
- Autres :
  - Mr Gifford : c'est lui qui a relu le texte d’Emma pour le compte de l'éditeur John Murray, et qui suggère ici de faire de l'héroïne la fille d'un clergyman[33],
  - Mr Sherer : le révérend J. G. Sherer était le curé de Godmersham[34], où demeuraient les Knight, et en particulier Edward Austen. C'est lui qui suggère de faire du père de l'héroïne un prêtre de paroisse exemplaire. Il est en effet mécontent de l'image que Jane Austen donne des clergymen dans ses romans, et en particulier dans Emma[34],
  - Mrs Pearse, de Chilton Lodge[N 14], apporte l'idée que le père se courrouce qu'on ne lui demande pas d'abord la main de sa fille[35],
  - Mrs Craven, de Chilton House, près de Hungerford : c'est elle qui suggère de ne pas titrer le roman Emma[36],
  - Mr Henry Sanford, un ami de Henry Austen, suggère au contraire de lui donner un nom du genre de S&S ou P&P[36].

### Sources littéraires
Indépendamment de ces contributions, Jane Austen a surtout fait appel à plusieurs sources littéraires :

#### Sophie Cottin

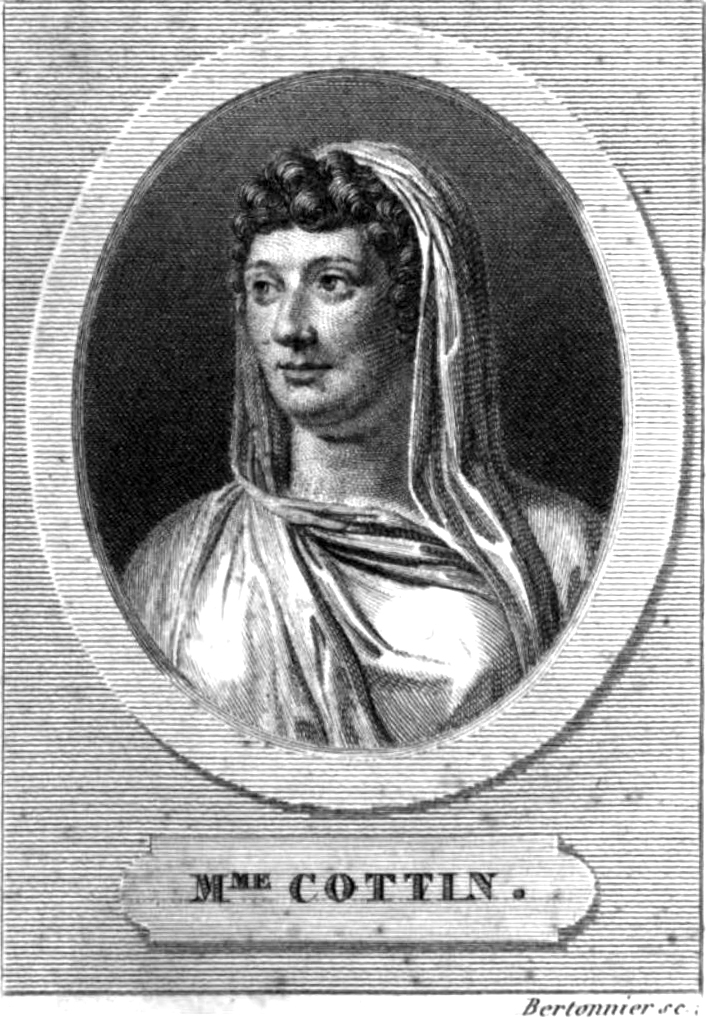
La romancière française Sophie Cottin, une des grandes inspiratrices de Plan of a Novel, au travers de son roman Élisabeth ou les Exilés de Sibérie.

Sophie Cottin est une femme de lettres française, auteur du roman Élisabeth ou les Exilés de Sibérie, écrit en 1806, et traduit en anglais en 1809. Ce roman met en scène une jeune fille qui entreprend un héroïque voyage en Sibérie pour sauver son père. Mme Cottin, écrit le Edinburgh Review, « célèbre dans ce roman la piété filiale de son héroïne, et elle parvient à rendre cette noble passion si attrayante qu'un sentiment plus romantique en devient inutile ». Ici, Jane Austen va plus loin que Sophie Cottin, puisqu'elle envoie son héroïne au Kamtchatka, qui constitue l'extrême avancée des explorations de l'époque dans ces lointaines contrées glacées.
L'utilisation du livre de Sophie Cottin comme « modèle » du « roman idéal » ne se limite d'ailleurs pas au choix du Kamtchatka : la mort du père de l'héroïne elle-même fait penser à celle du Père Paul, le missionnaire qui accompagne Élisabeth et meurt en cours de route.

#### Mary Brunton

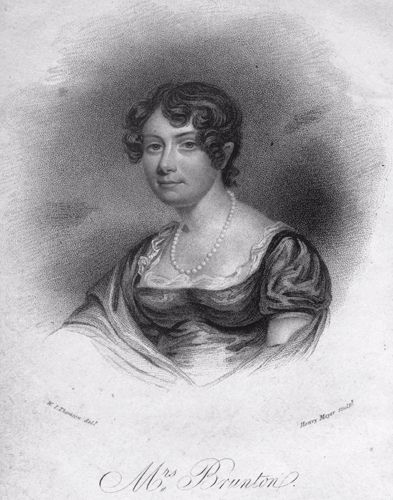
Mary Brunton, d'après la seconde édition de Emmeline (1820).

Dans son roman de 1811, Self-Control, la romancière écossaise Mary Brunton met en scène Laura Montreville, qui porte secours à son père désespéré, grâce à son travail acharné : « Dans l'espérance de subvenir aux besoins de son père, elle travaillerait nuit et jour, se priverait de [...] tout repos, voire de sa nourriture quotidienne, plutôt que de blesser son cœur en lui laissant connaître la pauvreté. » Jane Austen avait lu Self-Control, et y avait même fait une référence dans une lettre d'octobre 1813, en disant qu'il s'agissait « d'un ouvrage plein de bonnes intentions, élégamment écrit, et dénué de tout naturel et de toute plausibilité ».
Le 11 octobre 1813, elle indique en particulier à sa sœur Cassandra le passage où l'héroïne échappe au libertin colonel Hargrave et à ses sbires en descendant en canoë une rivière canadienne : ballottée par les rapides, elle ne doit son salut qu'à sa présence d'esprit, lorsqu'elle s'attache au canoë à l'aide de son manteau. Jane Austen s'en moque alors en écrivant que c'est là « la plus naturelle, la plus faisable, la plus quotidienne des choses qu'elle accomplit,. »
Elle écrit aussi à sa nièce Anna Lefroy sur ce même sujet, dans une lettre du 24 novembre 1814 où elle « menace » d'écrire au plus tôt une imitation de Self-Control, en déclarant :

« Mon héroïne ne se contentera pas de se laisser flotter sur une rivière américaine, seule sur son bateau, elle traversera l'Atlantique de la même façon, sans jamais s'arrêter avant d'avoir atteint Gravesend,. »

#### Henry Fielding
Jane Austen partage avec Henry Fielding le goût de la parodie. Elle connaît bien cet auteur, dont son père lui a laissé lire Tom Jones. Aussi ne manque-t-elle certainement pas de reconnaître un emprunt dans la phrase fièrement brandie par James Stanier Clarke et qui figure en bonne place, « ennemi de personne si ce n'est de lui-même »,.

#### Jean-Jacques Rousseau et Ann Radcliffe
Le vicaire savoyard de L'Émile de Jean-Jacques Rousseau a probablement inspiré le personnage du père de l'héroïne. Le père apparaissant dans Romance of the Forest d'Ann Radcliffe (roman lui-même influencé par Rousseau) a sans doute été présent à l'esprit de l'auteur d’Emma, où Romance of the Forest est évoqué en même temps que The Children of the Abbey.

#### Autres
D'autres ouvrages ont pu être identifiés comme sources, le roman gothique The Children of the Abbey (Les Enfants de l'abbaye), de Regina Maria Roche, ou The Wanderer (L'Errante) de Frances Burney. Il est possible que la romancière se soit également inspirée de The Victim of Prejudice, de Mary Hays, elle-même amie de Mary Wollstonecraft.
En ce sens, plus qu'une charge des propositions du révérend Clarke, le Plan d'un roman parodie aussi certaines tendances littéraires de l'époque.

## Censure du texte par James Edward Austen-Leigh
Certains des « petits conseils » les plus moqueurs figurant dans le plan idéal de Jane Austen ont été gommés par son neveu James Edward Austen-Leigh dans A Memoir of Jane Austen, cette biographie de sa tante publiée (dans sa première édition) en 1870, puis rééditée en 1871 (avec ajout de textes inédits de Jane Austen). Le point est d'importance, car la biographie de Jane Austen tracée par son neveu est restée l'unique référence pendant près de cinquante ans, et fut ensuite considérée pendant de longues décennies comme un document incontournable, voire incontestable.

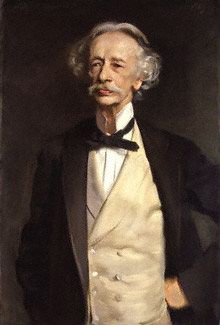
Coventry Patmore, dont le poème L'Ange de la maison définit le rôle de l'épouse et de la femme au XIXe siècle.

Or, cette biographie est fortement biaisée par le contexte victorien dans lequel baigne son auteur, lui interdisant d'écrire un certain nombre de faits considérés alors comme trop crus, ou contraires à la bienséance. Et le sens de la dérision de Jane Austen est assez loin du doux idéal féminin victorien que propose, par exemple, Coventry Patmore dans son poème de 1854, L'Ange de la maison (The Angel in the House), modèle sous lequel suffoquaient les femmes de la seconde moitié du XIXe puis du début du XXe siècle, au point que Virginia Woolf, grande admiratrice de Jane Austen, raconte avoir dû « tuer » cet Ange de la maison, dont le modèle la torturait.

Pour autant, la vision angélique de Jane Austen qu'a imposée une présentation tronquée de ses œuvres et d'elle-même a longtemps perduré, au point qu'au début du XXe siècle, L’Enclopædia Britannica écrivait d'elle : 

« [...] Durant sa vie placide, Miss Austen n'a jamais permis que son activité littéraire interférât avec ses devoirs domestiques : cousant beaucoup et admirablement, et s'occupant des tâches ménagères,. »

— The Encyclopædia Britannica, 1910

L'image ainsi enregistrée par la postérité est à rapprocher directement de l'appréciation portée sur Jane Austen par son neveu : 

« À une âme aussi humble, l'écriture n'était pas de plus grande conséquence que les travaux de couture, auxquels elle excellait pareillement : « la main qui peignait de manière aussi exquise avec sa plume pouvait faire montre de la même délicatesse avec l'aiguille »,. »

— James Edward Austen-Leigh, A Memoir of Jane Austen
Ce n'est qu'à partir des années 1920 que, grâce aux travaux fondateurs de Robert Chapman, le monde universitaire commence à découvrir une autre Jane Austen, au travers de ses textes mineurs manuscrits, tels que les Juvenilia. Cependant, selon Kathryn Sutherland, ce n'est pas avant les années 1940 que la vision présentée par A Memoir of Jane Austen commence réellement à être remise en cause.

### Une femme «accomplie» a-t-elle de l'esprit?

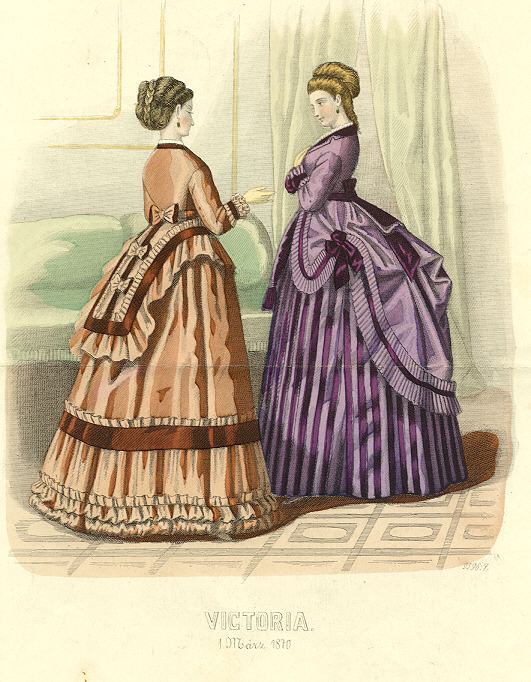
Le sens des convenances de l'époque victorienne définissait une certaine image de la « femme accomplie » (vers 1870).

La présentation que fait James Edward Austen-Leigh dans sa biographie du Plan of a Novel de sa tante est caractéristique de cet état d'esprit. Ainsi, dès le début du « plan », il conserve bien ce qui concerne la présentation du père de l'héroïne, mais il supprime l'essentiel de ce qui touche à sa fille, en particulier la phrase : 

« ... L'héroïne est elle-même un personnage irréprochable..., une excellente personne, avec beaucoup de tendresse et de sentiment, et pas le moindre esprit..., accomplie au plus haut point, comprenant les langues modernes et (de façon générale) tout ce qu'apprennent les femmes les plus accomplies ». »

Ce rapprochement incongru entre la meilleure éducation possible pour une jeune femme de l'époque, par ailleurs tendre et sentimentale, et l'absence totale d'esprit prend, dans le contexte d'alors, un aspect un peu subversif assez peu conforme à l'idée de la bonne tante bien tranquille (good quiet Aunt Jane) que sa famille cherchait à promouvoir. Au texte peu orthodoxe de Jane Austen, son neveu préfère substituer cette phrase, courte mais sans risque « L'héroïne est une personne irréprochable, d'une grande beauté et possédant tous les talents d'agrément possibles » (« Heroin faultless in character, beautiful in person, and possessing every possible accomplishment »).
La description qui suit de l'« anti-héroïne », cette jeune femme sagace et talentueuse, que l'héroïne se doit de rejeter car elle a beaucoup trop d'esprit (« a considerable degree of Wit »), a logiquement été également expurgée de A Memoir of Jane Austen.

### Remarques choquantes
Comme on dispose des recommandations émises par le révérend Clarke, on peut constater que Jane Austen a conservé certaines remarques très personnelles du bibliothécaire, telle celle relative à l'enterrement de la mère du clergyman par lui-même (la grand-mère de l'héroïne, donc), comme James Stanier Clarke dit avoir été obligé de le faire, ou celle, reprise telle quelle, sur l'amour du clergyman pour la littérature, ainsi que la phrase, jolie mais sibylline, « ennemi de personne si ce n'est de lui-même » (« nobody's Enemy but his own »).
Cela aussi a été supprimé par James Edward Austen-Leigh, qui considérait sans doute que la reprise de ces apports du révérend Clarke dénotait chez Jane Austen un côté un peu « vachard » (mean spirited), peu conforme en tous les cas, au portrait qu'il voulait en tracer.

### Jane Austen, un «ange de la maison»?

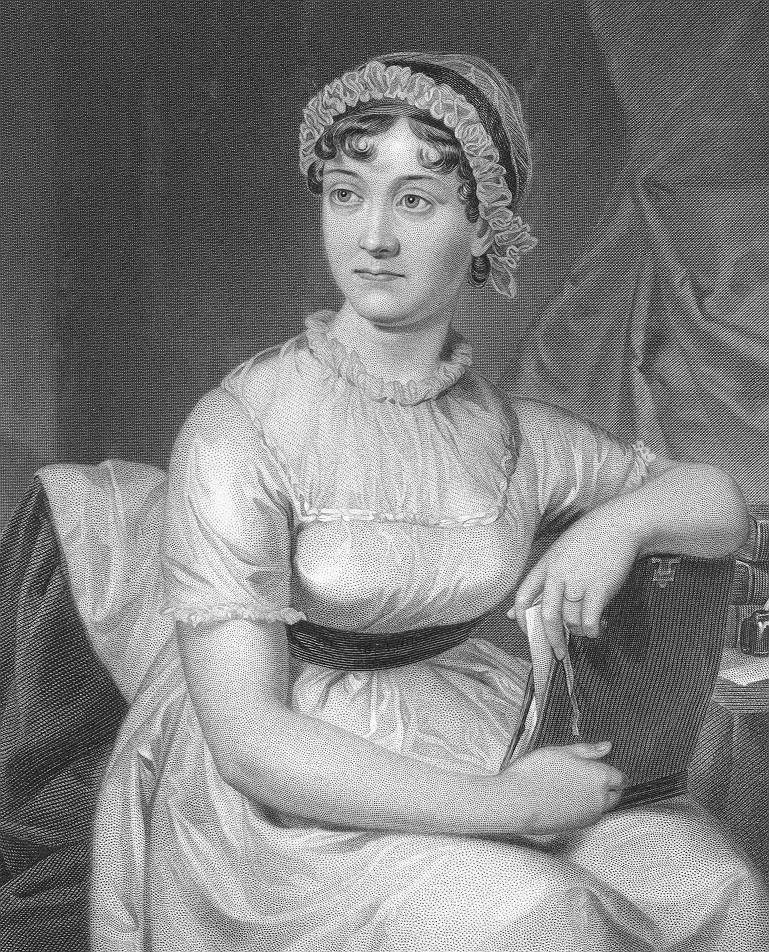
L'image rassurante de Jane Austen véhiculée à l'époque victorienne (vers 1873 ?).

Caroline Austen, fille de James (le frère aîné de Jane Austen) et de Mary Lloyd, joue de son côté un rôle important dans la promotion de l'idée que sa tante était « une chrétienne humble et croyante, d'une grande douceur de manières en toutes circonstances », pleine de « vertus domestiques » (home virtues), « cherchant, comme par instinct, à faire le bonheur de tous ceux pour lesquels c'était en son pouvoir ». Aussi n'est-il pas surprenant que ce soit Caroline Austen qui ait demandé à James Edward Austen-Leigh de ne pas publier certaines lettres parfois un peu acerbes de Jane Austen, ni les Juvenilia débridées de son adolescence, dont le spécialiste Richard Jenkyns a dit qu'elles étaient anarchiques et regorgeaient de turbulente gaieté, les comparant à l'œuvre du romancier du XVIIIe siècle, Laurence Sterne, et aux Monty Python du XXe siècle.

Comme l'affirme sans détour Margaret Oliphant, dans son autobiographie publiée en 1899 : 

« La famille [de Jane Austen] était à moitié honteuse que l'on sût qu'elle n'était pas juste une jeune dame comme les autres, appliquée à sa broderie, »

La véritable Jane Austen n'était pas seulement « notre chère tante Jane » (dear Aunt Jane), la vieille fille modeste, effacée, angélique de son iconographie victorienne, préparant le petit déjeuner pour sa famille, elle était surtout, comme l'écrit la romancière Carol Shields, un écrivain « ironique, décochant des traits acérés » (ironic, spiky), et pleinement confiante en son talent d'auteur.